# Olam HaZeh
Olam HaZeh (em hebraico: עולם הזה, "este mundo") é um conceito do mundo real no Judaísmo e na teologia Judaica clássica.
"Olam Haze" significa o mundo cotidiano em que vivemos. O mundo que possui seus altos e baixos, doença e saúde e uma miríade de imperfeições. O "Olam" ("mundo") aparece com os sábios judeus do período do Segundo Templo e eles distinguem dois tipos distintos de olam: Olam Haze (este mundo) versus Olam Habá ("o mundo que está por vir" ou "mundo vindouro").
A teologia judaica sustenta que o mundo/olam que se formou há apenas alguns milhares de anos e que é o tempo entre a queda de Adão e a vinda do Mashiach, então o Olam Haze - este mundo - que é obrigado a se passar, deve ser substituído por Olam Haba - o mundo vindouro do futuro.